# NGC 2759
NGC 2759 is een elliptisch sterrenstelsel in het sterrenbeeld Lynx. Het hemelobject werd op 20 maart 1787 ontdekt door de Duits-Britse astronoom William Herschel.

## Synoniemen
- UGC 4795
- MCG 6-20-33
- ZWG 180.42
- PGC 25718